# Petra Sammer
Petra Sammer (* 21. Februar 1968 in Furth bei München) ist eine deutsche Kommunikationsberaterin und Sachbuchautorin aus München, die als Expertin für die Anwendung von Storytelling in der Organisations- und Unternehmenskommunikation bekannt wurde.

## Werdegang
Sammer studierte an der  Ludwig-Maximilians-Universität München Filmphilologie, Germanistik, Volkswirtschaftslehre sowie Politikwissenschaft und schloss mit dem akademischen Grad eines Magister Artium ab. Anschließend arbeitete sie in der Werbung, bevor sie ab 2006 in verschiedenen Funktionen für die Kommunikationsberatung Ketchum in Düsseldorf tätig wurde. Zuletzt hatte sie dort die Position eines Chief Creative Officer inne.
Ihr erstes Buch zum Thema Storytelling erschien 2014 und richtete sich an „Kommunikationsverantwortliche aus Unternehmen und Organisationen“. Darin zeigte sie praxisnah, wie Storytelling als narratives Konzept eingesetzt und umgesetzt werden kann. Sie gründete 2018 ihre eigene Agentur, die sich auf die Anwendung von Storytelling in der Unternehmenskommunikation und Public Relation konzentriert. Daneben ist sie als Dozentin tätig. Sie veranstaltete und moderierte die Münchner Storytelling-Konferenzen 2018 und 2019 in der Hochschule für Fernsehen und Film.
Sammer hat Branchenpreise für „kreative Kommunikationskampagnen“ gewonnen und war Jurorin u. a. bei den Cannes Lions Awards 2014 und 2016.

## Veröffentlichungen
Sachbücher
- Storytelling. Die Zukunft von PR und Marketing, O’Reilly, Köln 2014. ISBN 978-3-95561-818-6
  - Storytelling. Strategien und Best Practices für PR und Marketing. O’Reilly, Heidelberg 2017, ISBN 978-3-96009-055-7, 2. aktualisierte Auflage
- Visual Storytelling. Visuelles Erzählen in PR und Marketing, mit Ulrike Heppe, O’Reilly, Heidelberg 2015, ISBN 978-3-95561-818-6
- What's your Story? Leadership Storytelling für Führungskräfte, Projektverantwortliche und alle, die etwas bewegen wollen, O’Reilly, Heidelberg 2019, ISBN 978-3-96009-083-0

Beiträge in Sammelbänden
- Von Hollywood lernen? Erfolgskonzepte des Corporate Storytelling, in: Annika Schach (Hrsg.): Storytelling. Geschichten in Text, Bild und Film, Springer Gabler, Wiesbaden 2017, ISBN 978-3-658-15231-4, S. 13–32. (Zusammenfassung)
- Darf man Stories Glauben schenken? Betrachtungen zur Glaubwürdigkeit von Storytelling in Marketing, Werbung und PR. In: Silvia Ettl-Huber (Hrsg.): Storytelling in Journalismus, Organisations- und Marketingkommunikation, Springer VS, Wiesbaden 2019, ISBN 978-3-658-25727-9, S. 171–196. (Abstract und Preview)